# SN 2006iy
SN 2006iy – supernowa typu Ia odkryta 20 września 2006 roku w galaktyce A220152+0102. W momencie odkrycia miała maksymalną jasność 22,50m.